# Val de Lauri
La Cuadrilla de Val de  Lauri (1785-1833) fue una división administrativa histórica del Antiguo Régimen. Una de las cuatro Cuadrillas burgalesas que formaban el Condado de Treviño en Castilla la Vieja, Intendencia de Burgos.
Las otras tres cuadrillas eran Abajo, río Somoayuda y Val de Tobera.
Comprendía los siguientes ocho lugares, jurisdicción del Conde de Treviño, a saber: 
Aguillo, Ajarte, Arrieta, Ascarza, Busto, Doroño, Golernio, Lezana, Ochate, Ocilla y Ladrera, San Vicentejo, Uzquiano, Imiruri y Zurbitu.

## Bibliografía

Treviño, Burgos. Enclavado totalmente en tierras alavesas.